# Zandvliegen
Zandvliegen (Phlebotominae) zijn een onderfamilie van bloedetende vliegen. Zandvliegen uit de geslachten Lutzomyia en Phlebotomus zijn de verspreiders van parasieten uit het geslacht Leishmania de  verwekker van de infectieziekte leishmaniasis (berglepra). Van de ongeveer 1000 soorten zandvliegen kunnen ongeveer 70 soorten de ziekte overbrengen. Soorten van het geslacht Lutzomyia komen in de (sub-)tropische gebieden van Amerika voor en de soorten van het geslacht Phlebotomus in Afrika, Zuid-Europa en Azië.

## Kenmerken
De volwassen insecten zijn ongeveer 2 tot 4 millimeter lang en hebben een geelachtig behaard lichaam.

## Levenscyclus
De volwassen dieren houden zich overdag op in koele beschutte plaatsen en worden rond de schemering actief. Zowel de mannetjes als de vrouwtjes voeden zich met plantensappen. De vrouwtjes hebben daarnaast nog bloed van zoogdieren nodig voor de productie van de eitjes. Tijdens deze "bloedmaaltijd" kan een geïnfecteerde zandvlieg parasieten overbrengen op de gastheer. 
De eitjes hebben een ovale vorm en zijn 0,3 tot 0,5 millimeter lang en 0,07 tot 0,15 millimeter breed. Ze worden in vochtige en voedselrijke grond gelegd waar de verdere ontwikkeling tot larf en pop plaatsvindt. De larfjes hebben een zwarte kop. Ze ondergaan vier stadia voordat de verpopping plaatsvindt. 

## Geslachten
- Australophlebotomus Theodor, 1948 (Nieuw-Caledonië)
- Bichromomyia Artemiev, 1991 (Midden- en Zuid-Amerika)
- Brumptomyia França & Parrot, 1921 (Midden- en Zuid-Amerika)
- Chinius Leng, 1987 (China, Thailand, Laos, Filipijnen)
- Dampfomyia Addis, 1945 (Canada, de Verenigde Staten, Midden-Amerika)
- Deanemyia Galati, 1995 (Zuid-Amerika)
- Edentomyia Galati, Andrade-Filho, Silva & Falcão, 2003 (Brazilië)
- Evandromyia Mangabeira, 1941 (Midden- en Zuid-Amerika)
- Expapillata Galati, 1995 (Zuid-Amerika)
- Grassomyia Theodor, 1958 (Centraal-Azië)
- Hertigia Fairchild, 1949 (Costa Rica, Panama)
- Idiophlebotomus Quate & Fairchild, 1961 (Zuidoost-Azië)
- Lutzomyia França, 1924 (Amerika)
- Martinsmyia Galati, 1995 (Zuid-Amerika)
- Micropygomyia Barretto, 1962  (Verenigde Staten, de Caraïben, Midden- en Zuid-Amerika)
- Nyssomyia Barretto, 1962 (Midden- en Zuid-Amerika)
- Oligodontomyia Galati, 1995 (Midden- en Zuid-Amerika)
- Parvidens Theodor & Mesghali, 1964 (Iran, Soedan, Ethiopië, Kenia, Namibië)
- Phlebotomus Rondani & Berté, 1840 (Middellandse Zeegebied, Afrika, Zuidelijk-Azië)
- Pintomyia Costa Lima, 1932 (Midden- en Zuid-Amerika)
- Pressatia Mangabeira, 1942 (Midden- en Zuid-Amerika)
- Psathyromyia Barretto, 1962 (Midden- en Zuid-Amerika)
- Psychodopygus Mangabeira, 1941 (Midden- en Zuid-Amerika)
- Sciopemyia Barretto, 1962 (Midden- en Zuid-Amerika)
- Sergentomyia França & Parrot, 1920 (Middellandse Zeegebied, Afrika, Zuidelijk-Azië)
- Spelaeophlebotomus Theodor, 1948 (tropisch Afrika)
- Spelaeomyia Theodor, 1948 (tropisch Afrika)
- Trichophoromyia Barretto, 1962 (Zuid-Amerika)
- Trichopygomyia Barretto, 1962 (Midden- en Zuid-Amerika)
- Viannamyia Mangabeira, 1941 (Midden- en Zuid-Amerika)
- Warileya Hertig, 1948 (Midden- en Zuid-Amerika)